# Sommer-Paralympics 2008/Teilnehmer (Kuwait)
| stlisierte Goldmedaille | stlisierte Silbermedaille | stlisierte Bronzemedaille |
| ----------------------- | ------------------------- | ------------------------- |
| —                       | —                         | —                         |

Kuwait nahm mit acht Sportlern an den Sommer-Paralympics 2008 im chinesischen Peking teil.
Fahnenträger war der Leichtathlet Hamad Aladwani, der mit einem sechsten Platz über 200 Meter der Klasse T53 auch das beste Ergebnis der Mannschaft erzielte.

## Teilnehmer nach Sportarten

### Leichtathletik
Frauen
- Maha Alsheraian

Männer
- Hamad Aladwani
- Adel Alrashidi

### Powerlifting (Bankdrücken)
Männer
- Mohammad Alkhalifah

### Rollstuhlfechten
Männer
- Abdullah Alhaddad
- Tariq Alqallaf
- Abdulwahab Alsaedi
- Ahmad Altabbakh